# Inachoides forceps
Inachoides forceps är en kräftdjursart som beskrevs av Alphonse Milne-Edwards 1879. Inachoides forceps ingår i släktet Inachoides och familjen Inachoididae. Inga underarter finns listade i Catalogue of Life.